# دمیتری یوشکویچ
دمیتری یوشکویچ (روسی: Дмитрий Серге́евич Юшкевич؛ زادهٔ ۱۹ نوامبر ۱۹۷۱) بازیکن هاکی روی یخ اهل روسیه بود.
از باشگاه‌هایی که در آن بازی کرده‌است می‌توان به فیلادلفیا فلایرز اشاره کرد.